# 플래닛 위드
플래닛 위드(プラネット・ウィズ)는 J.C.STAFF에서 제작한 일본의 애니메이션이다. 2018년 7월부터 9월까지 방영되었다. 원작은 만화가 미즈카미 사토시가 만들어 1074쪽의 이름을 기반으로 해, 오리지널 애니메이션이며, 미즈카미 사토시의 첫 애니메이션 작품이다.

## 줄거리
고교생 쿠로이 소야는 과거의 기억을 없애고 정신이 들면 고스로리 모습의 크로이 돈과 고양이 같은 선생님과 살고 있었다. 어느 날 세계 각지에 정체 불명의 「네뷸러 웨폰」이 나타나며, 7명의 주인공이 변신한다. 그리고 웬일인지 소야는 돈에 그들과 싸우도록 지시된다.